# Luise Hensel
Luise Hensel (Linum, 30 marzo 1798 – Paderborn, 18 dicembre 1876) è stata una poetessa e insegnante tedesca.
Grande esponente del romanticismo tedesco, alla quale introduce anche il suo amico e collega poeta Clemens Brentano.

## Biografia
Terzogenita del pastore protestante Johann Jacob Hensel (1763 – 1809) e di sua moglie Johanne Albertine Luise Trost (1764 – 1835), dopo la morte del padre si trasferisce a Berlino con la madre e i tre fratelli Karoline (Trebbin, 1791 – 1816), Wilhelm (Trebbin, 1794 – Berlino, 1861) e Wilhelmine detta Minna (Linum, 1802 – Berlino, 1893), dove inizia a frequentare il liceo (Realschule), Elisabethschule, mostrando un grande talento e predilezione verso la scrittura.
Intorno al 1816, conobbe il poeta Clemens Brentano, che la definì "l'angelo nella natura selvaggia". Hensel influenza lo stile di Brentano in modo abbastanza significativo; Il poeta scrisse a suo fratello nel 1817: "Queste canzoni (riferite a venti canzoni inviatagli da Hensel) all'inizio mi hanno spezzato il cuore, facendomi scoppiare in lacrime, la loro verità e semplicità mi hanno colpito come le più sacre che si possano produrre.". Come Brentano, anche il compositore Ludwig Berger, nutriva un amore non corrisposto per Hensel.

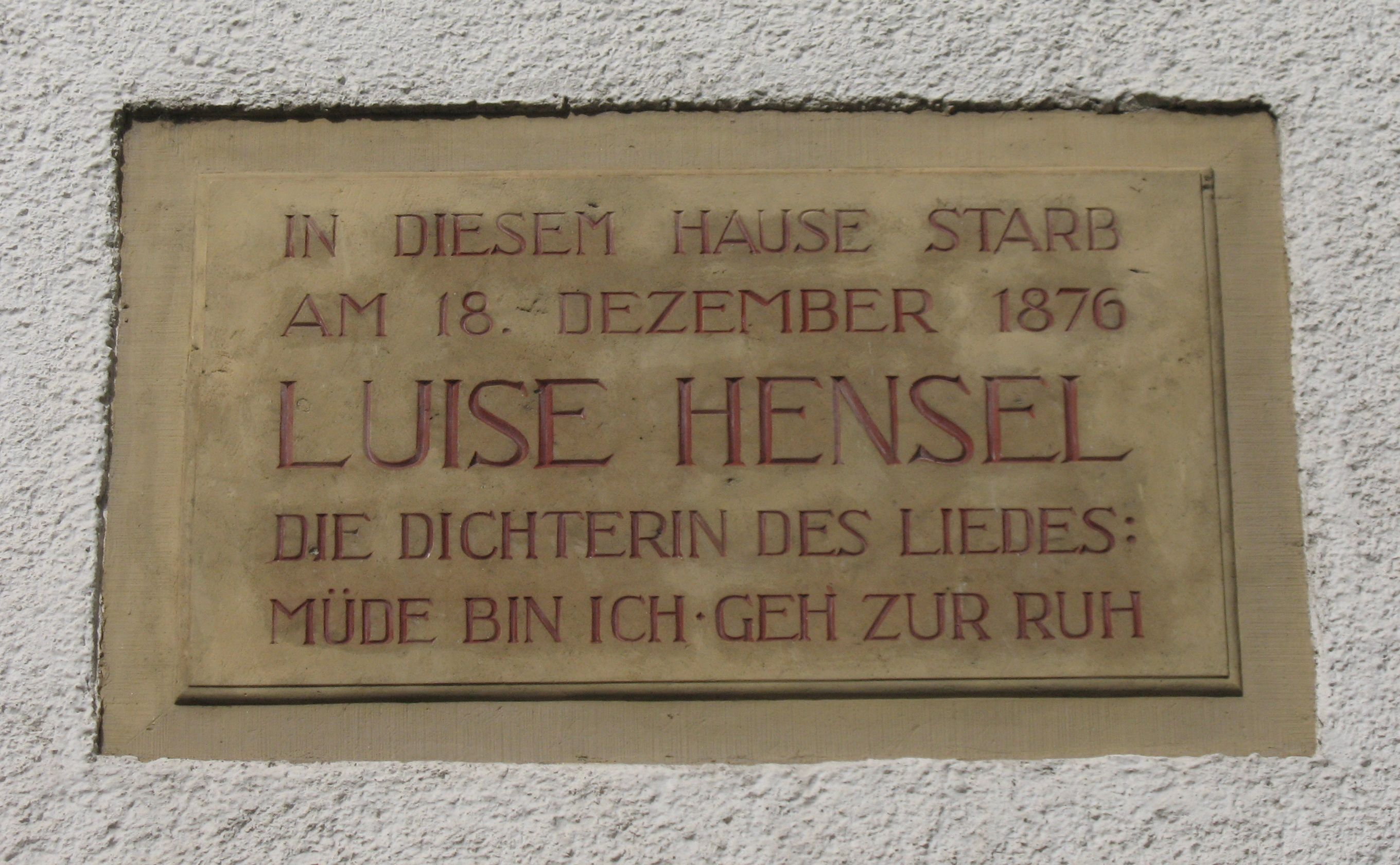
Targa commemorativa dedicata a Luise Hensel a Paderborn

Anche un altro autore, Wilhelm Müller, si innamorò unilateralmente di Hensel. La storia di questo amore non corrisposto è musicata in due opere composte da Franz Schubert: il ciclo di canzoni Die schöne Müllerin (La bella mugnaia in italiano) e Winterreise (Viaggio d'inverno in italiano). La conoscenza con un altro spasimante indesiderato, Ludwig von Gerlach, che in seguito sarebbe diventato un insegnante di Otto von Bismarck, portò Hensel a godere di un posto di rilievo all'interno del Partito di Centro Tedesco, partito politico molto influente in Germania all'epoca. Ciò era in conflitto con i suoi sentimenti religiosi, e l'8 dicembre 1818, nella Sankt-Hedwigs-Kathedrale, a Berlino, si unì alla Chiesa cattolica.
Queste circostanze pesarono molto su Hensel e nel 1819 lasciò Berlino. Entrò al servizio della principessa Mimi Von Salm Reifferscheidt Krautheim, viaggiando prima a Münster e poi a Düsseldorf. A Münster, sotto l'influenza dell'insegnante di religione Bernhard Overberg, le sue convinzioni si rafforzarono. Successivamente, il 6 marzo 1820, fece voto di castità.

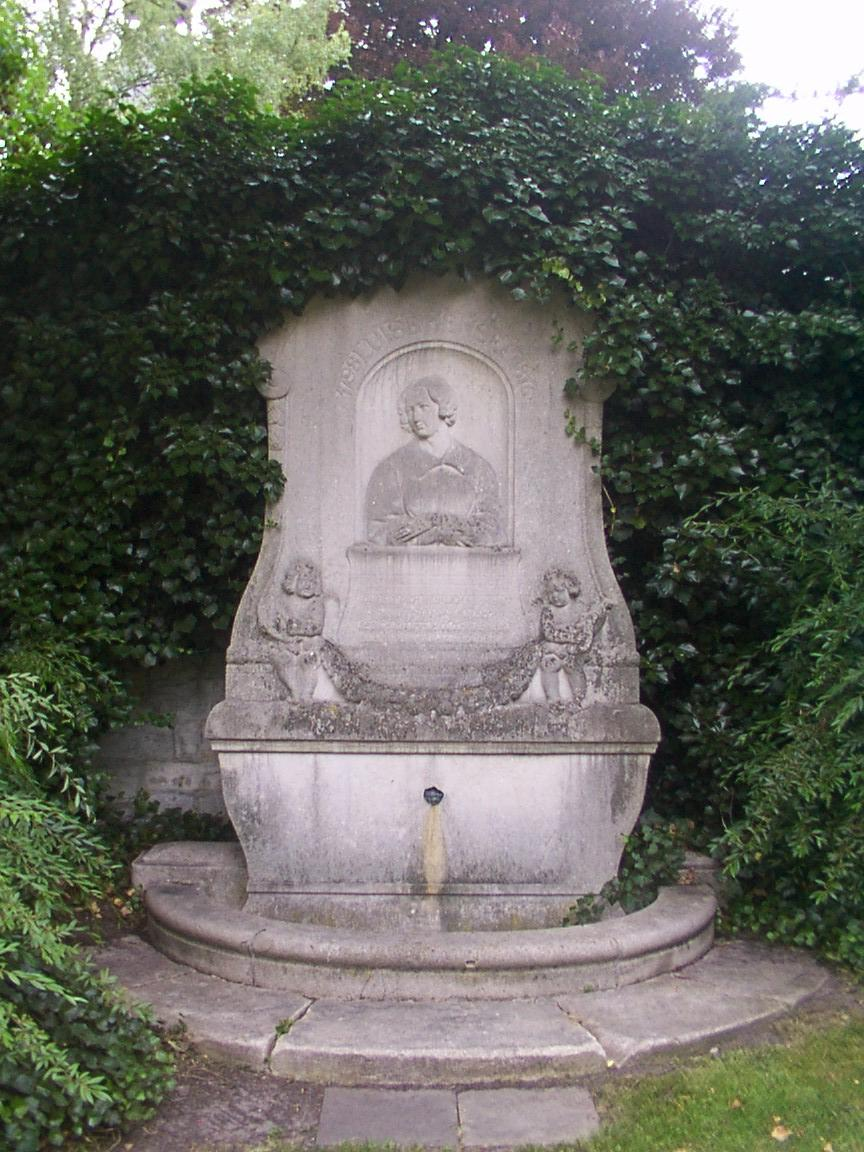
Monumento celebrativo di Luise Hensel a Paderborn

Per diversi anni si accompagna alla principessa Salm di Munster. Nel 1821, trovò lavoro come insegnante per la vedova del poeta Conte Federico Leopoldo di Stolberg-Stolberg nella città di Sondermühlen, dove rimase fino al 1823. Raggiunta la piena maturazione del suo sviluppo religioso decise di adottare un bambino e trasferirsi. Si spostarono nella piccola città della Vestfalia di Wiedenbrück, dove il piccolo viene iscritto alla scuola maschile locale. I due vivono una vita tranquilla in città fino all'anno 1827.
Iniziò ad insegnare ad Aquisgrana, rimanendo in carica per sei anni, dove fu maestra di Clara Fey la fondatrice delle "Suore dei poveri bambini di Gesù". Nel 1826, anche Pauline von Mallinckrodt, fondatrice delle "Suore della Carità Cristiana", divenne una delle sue studentesse di Luise. Nel 1833 Luise tornò a Berlino per prendersi cura della sua anziana madre.
Le sue convinzioni religiose furono ancora una volta messe alla prova dall'amore, questa volta sotto forma di proposta di matrimonio di un medico, Clemens August Alertz, che sarebbe poi diventato il medico personale di Papa Pio IX. Per tutta la vita continua a insegnare e scrivere poesie religiose, spostandosi più volte. Trascorre gli ultimi anni a Paderborn con la sua ex allieva Pauline Mallinckrodt, presso il convento delle Suore della Carità Cristiana, dove muore il 18 dicembre 1876, all'età di 78 anni.

## Opere
Le sue "Gedichte" (in italiano: poesie), che includono alcune opere di sua sorella Wilhelmine, furono pubblicate nel 1858 e mostrano una malinconica devozione da parte di Hensel, un ottimo esempio di poesia religiosa tedesca. Altri due libri, raccolte delle sue canzoni e poesie, furono: "Lieder" (italiano: Canzoni) pubblicato nel 1869, e il suo ultimo lavoro, "Briefe der Dichterin Luise H." (italiano: Lettere della poetessa Luise H.), pubblicato postumo nel 1878. Una delle sue poesie più famose è "Müde bin ich" (italiano: Sono stanca).

### Müde bin ich
Originale tedesco
Müde bin ich
Müde bin ich, geh' zur Ruh',
Schließe beide Äuglein zu;
Vater, laß die Augen dein
Über meinem Bette sein!
Hab' ich Unrecht heut' gethan,
Sieh' es, lieber Gott, nicht an!
Deine Gnad' und Jesu Blut
Machen allen Schaden gut.
Alle, die mir sind verwandt,
Gott, laß ruh'n in deiner Hand!
Alle Menschen, groß und klein,
Sollen dir befohlen sein.
Kranken Herzen sende Ruh',
Nasse Augen schließe zu;
Laß den Mond am Himmel steh'n
Und die stille Welt beseh'n!
Traduzione italiana
Sono stanca
 Sono stanca, vado a letto, 
 Chiudo entrambi gli occhietti; 
 Padre, lascia cadere i tuoi occhi 
 Stai sopra il mio letto! 
 Se ho sbagliato oggi, 
 Non guardarlo, amato Dio! 
 La tua misericordia e il sangue di Gesù 
 Trasformano tutti i danni in benefici. 
 Tutti quelli che mi sono vicini, 
 Dio, lasciali riposare nella tua mano! 
 Lascia che tutte le persone, piccole e grandi, 
 Siano sotto la tua protezione. 
 Invia riposo ai cuori malati, 
 Lascia che gli occhi lacrimosi siano chiusi 
 Lascia che la luna stia nel cielo 
 E sorveglia sul mondo tranquillo!